# Xarxa mimètica

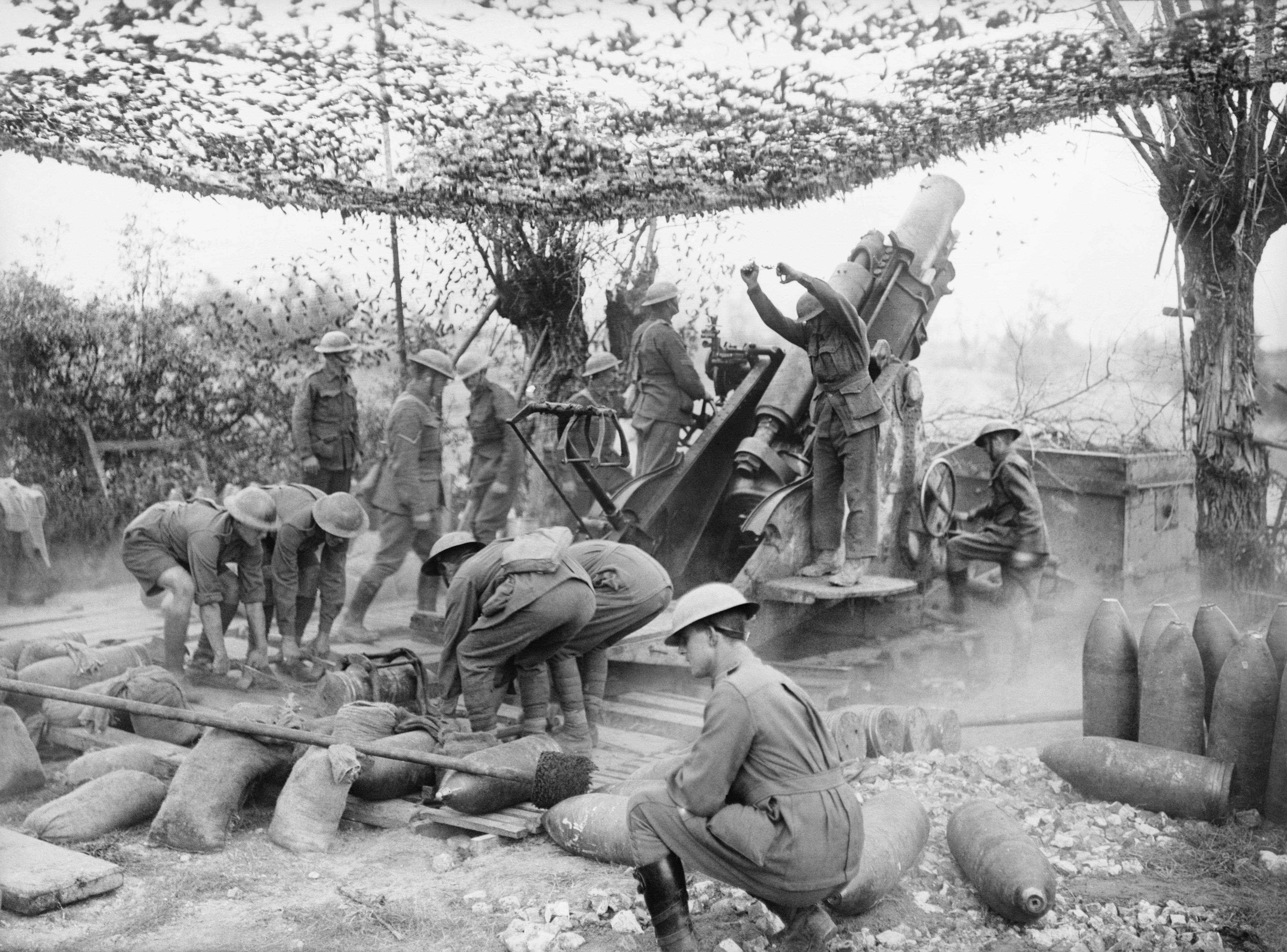
Emplaçament artiller australià cobert amb xarxa mimètica (1917)

La xarxa mimètica és una xarxa semblant a les de pesca i d'esport, en principi) emprada per a camuflar objectes en entorns militars; es pot emprar tota sola o, en medis boscosos, adjuntant-hi fullatge.
La tècnica de camuflar objectes grossos mitjançant xarxes mimètiques es desenvolupà àmpliament durant la Primera Guerra Mundial, aplicada sobretot a emplaçaments artillers i vehicles (tancs, avions). Durant la Segona Guerra Mundial s'arribarien a emprar xarxes mimètiques per a ocultar aeròdroms, dipòsits de combustible, fàbriques, etc., enfront de la detecció aèria.

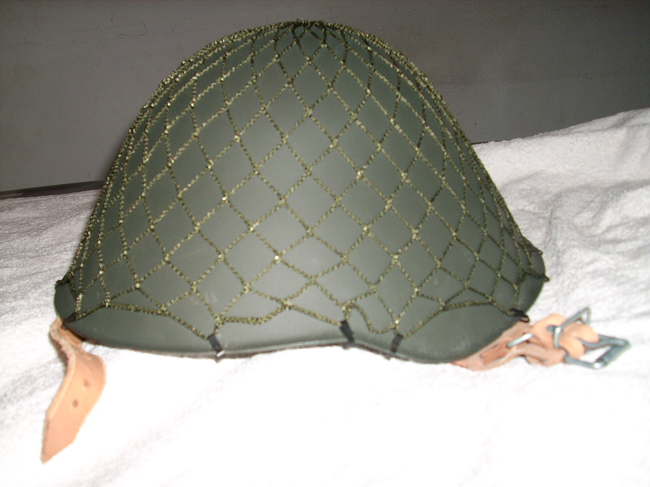
Casc de la RDA cobert amb la xarxa mimètica reglamentària

La xarxa mimètica per a casc comença a experimentar-se en el període d'entreguerres, i coneix un desenvolupament amplíssim durant la Segona Guerra Mundial, com a alternativa a la funda mimètica. Les forces armades britàniques, estatunidenques i japoneses foren les principals a desenvolupar i distribuir xarxes mimètiques estàndard a les tropes; aquells exèrcits que no comptaven amb xarxa mimètica n'usaven de capturades, o bé aplicaven el fullatge al casc per mitjans artesanals.
A partir de la segona postguerra mundial en la majoria d'exèrcits esdevé molt habitual en campanya i maniobres dur el casc cobert amb xarxa mimètica (o bé amb funda mimètica), tot i que els uniformes acostumaven d'ésser monocolors.
Entorn de 1990, amb la generalització dels uniformes de camuflatge com a forma bàsica d'uniforme de campanya de la majoria d'exèrcits del món, es consolida el paper decisiu de la xarxa mimètica (i de la seva parenta, la funda mimètica) com a element indispensable de l'equip de combat.
Avui dia hi ha una diversitat enorme de models de xarxa mimètica, per a casc o per a objectes grossos, a les quals poden aplicar-se directament patrons mimètics específics. Sovint duen incorporat fullatge artificial, reproduït fidelment.